# Comédie d'amour
Pour plus de détails, voir Fiche technique et Distribution.
Comédie d'amour est un film français de Jean-Pierre Rawson sorti en 1989.

## Synopsis
D'après l'ouvrage Journal particulier de Paul Léautaud, l'histoire d'amour qui naquit entre lui et Marie D., qu'il rencontra au Mercure de France en 1922, à l'occasion d'un article qu'elle faisait paraître.

## Fiche technique
- Titre original : Comédie d'amour
- Réalisation : Jean-Pierre Rawson
- Scénario : Hélène Doering, Robert Kuperberg et Jean-Pierre Rawson, d'après le roman de Paul Léautaud : Le Journal particulier (1933, aux éditions Mercure de France)
- Producteur exécutif : Victor Béniard
- Producteurs associés : Jean-François Davy, Francis Dreyfus, Jean-Bernard Fetoux et Alex Polonceau
- Production : Robert Kuperberg, Victor Béniard et Jean-Pierre Rawson
- Musique : Karl-Heinz Schäfer
- Photographie : Dominique Chapuis
- Montage : Jacqueline Thiédot
- Costumes : Karl Lagerfeld
- Son : Sophie Chiabaut (assistant) et Jean-Claude Laureux
- Sociétés de production : Show-Off, Ciné 5, Société Générale de Gestion Cinématographique, Clara Films
- Pays d'origine :  France
- Langue originale : Français
- Format : Couleur - 1.66 - Mono
- Genre : comédie
- Durée : 1h29 minutes
- Année : 1989
- Date de sortie : 1er novembre 1989 (France)

## Distribution
- Michel Serrault : Paul Léautaud
- Annie Girardot : Anne Cayssac, dite "le Fléau"
- Aurore Clément : Marie D.
- Patrick Bauchau : Vollard
- Roger Carel : le docteur
- Christine Delaroche : la secrétaire
- Jean-Paul Roussillon : Henri Cayssac
- Antoine Duléry : l'écrivain
- Nathalie Serrault : une doucette
- Tatiana Vialle : une doucette
- Max Vialle : l'abbé Munier
- Michel Suné : le voisin
- Luisa Barbosa
- Daniel Beauron
- Lidia Franco
- Fernanda Lapa
- Dominique Lègue
- Marie-Aude Lejeune
- Alex Polonceau
- Francis Seleck